# Zu jung zum Küssen
Zu jung zum Küssen (Originaltitel Too Young to Kiss) ist eine US-amerikanische romantische Verwechslungskomödie von 1951 unter der Regie von Robert Z. Leonard. Die Hauptrollen sind mit June Allyson und Van Johnson sowie mit Gig Young besetzt. Eine 22-jährige Pianistin gibt sich als ihre acht Jahre jüngere Schwester aus und findet dadurch vermehrte Beachtung nicht nur in der Rolle eines Wunderkindes.
Das Drehbuch beruht auf einer Geschichte von Everett Freeman. Die deutschen Filmtheater kündigten den Film bei seinem Erscheinen folgendermaßen an: „Was alles passieren kann, wenn aus einer 22-jährigen charmanten Dame ein 14-jähriges Wunderkind wird, das erleben Sie in MGM’s spritzigem Lustspiel-Film ‚Zu jung zum Küssen‘.“ Alternativ auch: „Zwei Stunden Lachen über das Wunderkind June Allyson und seine ratlosen Verehrer.“ Oder auch: „Urkomische Situationen, tolle Verwechslungen, herrliche Musik in einem turbulenten Lustspiel.“

## Handlung
Cynthia Potter ist eine talentierte Pianistin, die auf ihre Chance hofft. Eric Wainwright hingegen ist ein so viel beschäftigter Impresario, dass er von einer Unzahl von Menschen belagert wird, die sich für Konzertstars halten, und sich durch seine Fürsprache eine Chance erhoffen. Immer wieder hat Cynthia versucht, einen Vorspieltermin bei ihm zu bekommen, ohne Erfolg. Als Wainwright junge Musiker für eine Kinderkonzerttour sucht, kommt Cynthia auf die Idee, dem Impresario vorzuspielen. Da sie aber bereits aus den Kinderschuhen herausgewachsen ist, verkleidet sie sich entsprechend und gibt sich als ihre eigene kleine Schwester aus, ein sogenanntes Wunderkind. Verkleidet mit Zahnspange, Hosenträgern und Schleifchen im Haar, stellt sie sich als 14-jährige Molly vor. Tatsächlich nimmt Wainwright die „Kleine“ unter Vertrag und zeigt sich entsetzt darüber, wie Molly von ihrer „älteren Schwester Cynthia“ und „ihrem Onkel“, bei dem es sich in Wirklichkeit um Cynthias Verlobten, den Journalisten John Tirsen handelt, behandelt wird. Schon bald entwickelt sich eine Bindung zwischen dem ungleichen Paar und „Molly“ fühlt sich zusehends unbehaglicher, wenn sie Eric aufgrund der Sachlage anlügen muss. Als der Impresario „das Kind“ einmal beim Rauchen und Trinken erwischt, nimmt er Molly mit in sein Landhaus, wo sie sich fern von Zigaretten und Alkohol auf ihr erstes, in einigen Wochen stattfindendes großes Konzert vorbereiten soll.
Auf der einen Seite zeigt sich Wainwrights Freundin Denise Dorcet wenig erfreut über die Aufmerksamkeit, die „Molly“ von ihm erhält, auf der anderen Seite ist auch „Mollys“ Verlobter bemüht, Cynthia davon zu überzeugen, das Spiel abzubrechen. Obwohl Cynthia ihn beschwört, veröffentlicht er die Geschichte wenige Stunden vor dem ersten Auftritt des sogenannten „Wunderkindes“ in seiner Zeitung. Wainwright wiederum wird unmittelbar vor Mollys Auftritt mit der Wahrheit konfrontiert und muss die auch für ihn unangenehme Tatsache der Irreführung seinem Publikum mitteilen. Für Cynthia kommt es besonders dicke, es bleibt ihr nicht erspart, in ihrem Kinderkleidchen vor das Publikum zu treten. Ihr wunderbares Spiel versöhnt die Menschen im Saal jedoch, die ihr zujubeln.
Mit sich selbst hadernd bedauert Cynthia, nicht auf John gehört, ihn geheiratet und ihre Konzert-Karriere aufgegeben zu haben. Sie hat sich nämlich in Eric Wainwright verliebt, wollte ihm deshalb eine Blamage ersparen und wollte auch nicht, dass er das schon investierte Geld verliert. Direkt vom Konzert läuft sie von dem Ort ihrer Schande, wie sie meint, in ihrem Kinderkleidchen zum Bahnhof, wo John auf sie wartet. Zusammen wollen sie nach Indianapolis fahren, wo er eine neue Stelle angenommen hat. Plötzlich stockt der Zug jedoch und hält, Wainwright erscheint in Begleitung der Polizei, um das „entführte Kind“ aus dem Zug zu holen. Noch ehe John, der sprachlos ist, handeln kann, ist Cynthia nicht mehr im Zug, der sich wieder in Bewegung setzt. Auf dem Bahnsteig schließt Eric Wainwright Cynthia in seine Arme und vermittelt den verdutzt schauenden Polizisten, dass das angebliche Kind eine erwachsene junge Frau ist, die er nun endlich küssen darf.

## Produktion

### Produktionsnotizen
Der Film wurde in den Metro-Goldwyn-Mayer-Studios in Culver City in Kalifornien gedreht. Das zur Verfügung stehende Budget betrug geschätzt 1.400.000 Dollar. Laut Everett Freeman wurde seine Geschichte im Februar 1949 von MGM gekauft. Zu dieser Zeit wurden June Allyson und Robert Taylor als Stars der Produktion genannt und Freeman sollte das Drehbuch schreiben. Laut einer Nachricht im Hollywood Reporter vom 28. März 1949 soll Freemans Honorar für seine Geschichte von 60.000 Dollar auf 45.000 Dollar gesenkt worden sein, als er zu Warner Bros. wechselte, um das Drehbuch für deren Film Pretty Baby (1950) zu schreiben. Angeblich sei er dann nicht mehr verfügbar, um das Drehbuch für seine eigene Geschichte zu schreiben.
Dies ist der vierte von fünf Filmen, in denen Allyson und Johnson gemeinsam spielten. Der Altersunterschied zwischen beiden beträgt etwas mehr als ein Jahr. June Allyson war beim Dreh 34 Jahre alt. Sie und Johnson waren lebenslange Freunde.

### Soundtrack
- Revolutions-Étude Op. 12 in c-Moll von Frédéric Chopin
- Klavierkonzert in a-Moll op. 54 von Edvard Grieg
- The Merry Farmer aus dem „Album for the Young“ von Robert Schumann
- Liebestraum Nr. 3 von Franz Liszt

### Veröffentlichung
Die Premiere des Films fand am 22. November 1951 in New York City statt. Im März 1952 startete der Film in Australien, im April 1952 in Schweden, im Juni 1952 in Mexiko, im September 1952 in Dänemark, im Oktober 1952 in der Türkei, im Oktober 1952 in Finnland und im November 1952 in Argentinien.  
In der Bundesrepublik Deutschland kam der Film am 28. November 1952 ins Kino, in Österreich im Mai 1953 und in Portugal ebenfalls im Mai 1953. Veröffentlicht wurde er zudem in Brasilien, Italien, Spanien und Venezuela. Der englische Arbeitstitel lautete All Too Young.

## Rezeption

### Kritik
Der Kritiker der Variety stellte fest, dass der Humor in Zu jung zum Küssen zwar weder das Niveau und die Raffinesse von Der dünne Mann (1934) noch den Witz von Vater der Braut (1950) – beiden liegt ebenfalls das Drehbuch von Goodrich und Hackett zugrunde – erreiche, aber trotzdem eine unterhaltsame Komödie sei, eine Art von harmlosem Vergnügen, das es einem Publikum ermögliche, sich ohne Anstrengung zu entspannen und still in sich hineinzulächeln.
John McCarten schrieb im New Yorker, Miss Allyson sei in ihrer Rolle ungefähr so plausibel wie Dame May Whitty als Aschenputtel. Bosley Crowther von der New York Times zeigte sich unbeeindruckt von Allysons und Johnsons pubertären Eskapaden, wie er es nannte, und sprach von einer willentlichen Aussetzung der Ungläubigkeit.
Im Ace Black Movie Blog, wo der Film drei von fünf möglichen Sternen erhielt, war man der Meinung, der Film sei sowohl befremdlicher als auch brüchiger als eine typische romantische Komödie und trage einen begrüßenswerten Unterton von Wut mit sich, ob absichtlich oder nicht, sei dahingestellt, vielleicht auch, weil es in June Allysons Charakter Cynthia brodele, ob der Ungerechtigkeit einer Unterhaltungswelt, in der ihr Talent als Kind gefeiert und als Erwachsene ignoriert werde. Abschließend heißt es, Too Young To Kiss werfe Fragen zur Art des Talents auf, zur Behandlung von Frauen und zu Wendungen innerhalb eines Werdegangs. Möglicherweise sei der Film gedankenlos für eines der beliebtesten Filmpaare gedacht, enthalte jedoch mehr Diskussionspunkte als erwartet.
Auf der Seite MikeGrost hieß es, der Film fange gut an und verliere dann seinen Weg. Die Eröffnungsszenen profitierten von ihrem Drehort New York und zeigten eine Welt der Kultur und der klassischen Musik, während der Rest des Films hauptsächlich auf dem Land, in Van Johnsons Landsitz, spiele. Auch profitiere die Eröffnung von Hans Conried in einer kleinen Rolle während einer Vorspielszene, er wisse, wie man daraus eine lebendige und komische Figur zaubere.
Der Filmdienst befand: „Überwiegend amüsante Verwechslungskomödie. – Ab 12.“

### Auszeichnungen
Oscarverleihung 1952
- Nominierung für Cedric Gibbons, Paul Groesse, Jack D. Moore und Edwin B. Willis in der Kategorie „Bestes Szenenbild“[7]

Golden Globe Awards 1952
- Auszeichnung für June Allyson in der Kategorie „Beste Hauptdarstellerin“